# Barna pókmajom
A barna pókmajom (Ateles hybridus) az emlősök (Mammalia) osztályának a főemlősök (Primates) rendjébe, ezen belül a pókmajomfélék (Atelidae) családjába tartozó faj.

## Előfordulása
Kolumbiában és Venezuelában honos.

## Megjelenése
A többi pókmajomhoz hasonlóan a farkuk ötödik végtagként szolgál. A hímek tömege 10 kg-nál nehezebb, a nőstény tömege eléri a 7 kilogrammot is, a farka 75-80 centiméter hosszú.

## Természetvédelmi helyzete
Fő tényezők a barna pókmajmok kihalásának az orvvadászat és az élőhelyek megsemmisítése. Azok elosztása sokat csökkent, és töredezett. Az elmúlt 45 évben a teljes populáció 80%-kal csökkent, és ezért a Természetvédelmi Világszövetség (IUCN) a kihalófélben lévő fajok közé sorolja a barna pókmajmot.

## Képek

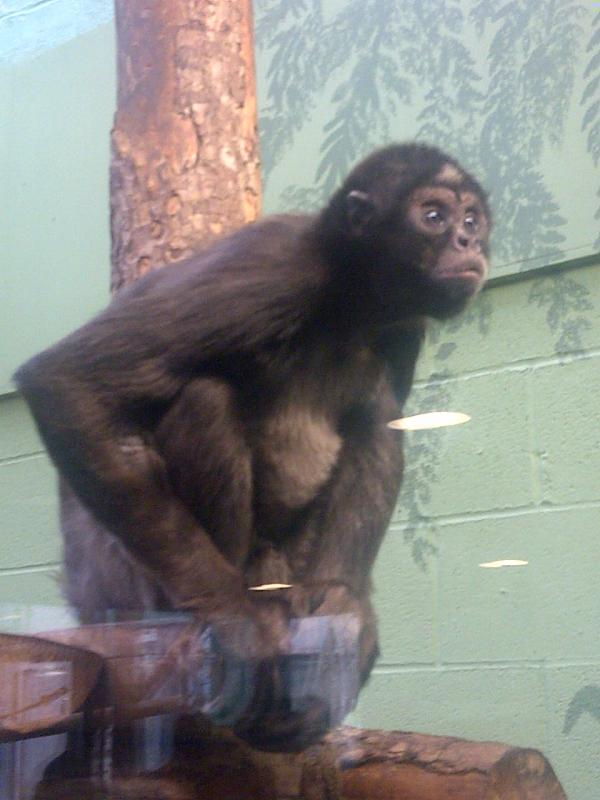
Barna pókmajom a
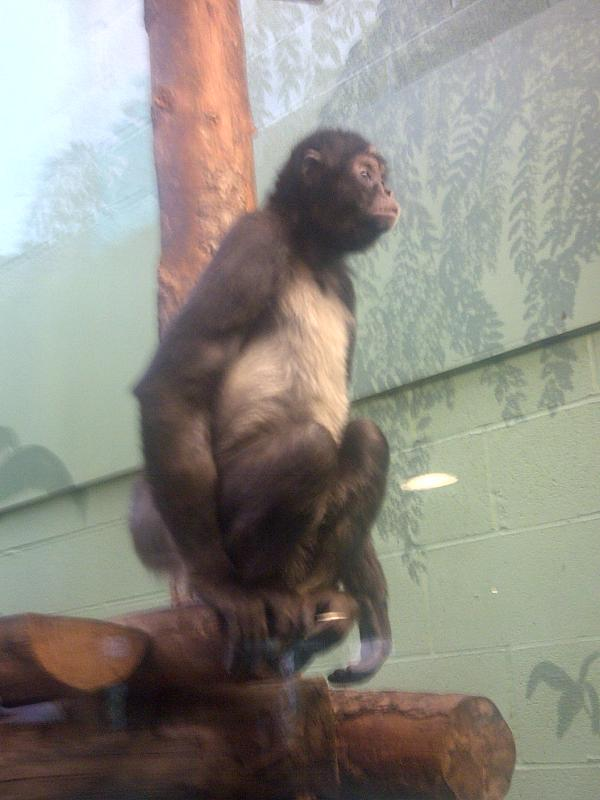
bristoli állatkertben